# Alphabetische Liste der Asteroiden/1990 und 1991
Um die Liste der Asteroiden ohne Eigennamen nicht zu überfluten, sind nur die Asteroiden bis Nummer 20000 komplett. Asteroiden mit höherer oder ohne Nummer sollten nur eingetragen werden, wenn sie einen Artikel haben oder eine Besonderheit darstellen.
Sortierung nach der Bezeichnung hinter der Asteroidennummer.

## 1990

### 1990 A bis R
| A bis QE         | A bis QE            |
| Nummer und Name  | Orbittyp            |
| ---------------- | ------------------- |
| 0(6008) 1990 BF2 | Hauptgürtel         |
| (11503) 1990 BF  | Hauptgürtel         |
| 0(5131) 1990 BG  | Apollo-Typ          |
| (10517) 1990 BH1 | Hauptgürtel         |
| (15717) 1990 BL1 | Hauptgürtel         |
| (18348) 1990 BM1 | Hauptgürtel         |
| 0(7576) 1990 BN  | Hauptgürtel         |
| (16461) 1990 BO  | Hauptgürtel         |
| 0(7409) 1990 BS  | Hauptgürtel         |
| 0(5913) 1990 BU  | Hauptgürtel         |
| 0(7520) 1990 BV  | Hauptgürtel         |
| (12264) 1990 CD  | Hauptgürtel         |
| (14381) 1990 CE  | Hauptgürtel         |
| (15719) 1990 CF  | Hauptgürtel         |
| (14861) 1990 DA2 | Hauptgürtel         |
| 0(9944) 1990 DA3 | Hauptgürtel         |
| (12699) 1990 DD2 | Hauptgürtel         |
| 0(6040) 1990 DK3 | Hauptgürtel         |
| 0(9328) 1990 DL3 | Hauptgürtel         |
| 0(5876) 1990 DM2 | Hauptgürtel         |
| 0(9581) 1990 DM3 | Hauptgürtel         |
| 0(5437) 1990 DU3 | Hauptgürtel         |
| (11044) 1990 DV  | Hauptgürtel         |
| (11505) 1990 DW2 | äußerer Hauptgürtel |
| (19983) 1990 DW  | Hauptgürtel         |
| 0(5482) 1990 DX  | Hauptgürtel         |
| (16462) 1990 DZ1 | Hauptgürtel         |
| (15250) 1990 DZ  | Hauptgürtel         |
| 0(8841) 1990 EA7 | Hauptgürtel         |
| (15251) 1990 EF2 | Hauptgürtel         |
| 0(9330) 1990 EF7 | äußerer Hauptgürtel |
| 0(9582) 1990 EL7 | Hauptgürtel         |
| (11877) 1990 EL8 | Hauptgürtel         |
| (15720) 1990 EN1 | Hauptgürtel         |
| (19984) 1990 EP2 | Hauptgürtel         |
| (14862) 1990 EQ2 | Hauptgürtel         |
| (16464) 1990 EV1 | Hauptgürtel         |
| 0(8360) 1990 FD1 | Hauptgürtel         |
| (16467) 1990 FD3 | Hauptgürtel         |
| (12265) 1990 FG  | innerer Hauptgürtel |
| (12700) 1990 FH  | Hauptgürtel         |
| (12266) 1990 FL  | Hauptgürtel         |
| (19985) 1990 GD  | Hauptgürtel         |
| 0(5849) 1990 HF1 | Hauptgürtel         |
| (13943) 1990 HG  | Hauptgürtel         |
| (11045) 1990 HH1 | Hauptgürtel         |
| 0(9583) 1990 HL1 | Hauptgürtel         |
| 0(6393) 1990 HM1 | Hauptgürtel         |
| 0(8012) 1990 HO3 | Hauptgürtel         |
| (17448) 1990 HU1 | Hauptgürtel         |
| (16468) 1990 HW1 | Hauptgürtel         |
| (19150) 1990 HY  | Hauptgürtel         |
| 0(8361) 1990 JN1 | Hauptgürtel         |
| 0(8654) 1990 KC1 | Hauptgürtel         |
| (19151) 1990 KD1 | Hauptgürtel         |
| (19986) 1990 KD  | Hauptgürtel         |
| 0(8653) 1990 KE  | Hauptgürtel         |
| 0(8842) 1990 KF  | Hauptgürtel         |
| (16469) 1990 KR  | Hauptgürtel         |
| (10518) 1990 MC  | Hauptgürtel         |
| 0(8014) 1990 MF  | Apollo-Typ          |
| 0(8160) 1990 MG  | Hauptgürtel         |
| 0(4953) 1990 MU  | Apollo-Typ          |
| 0(5559) 1990 MV  | Hauptgürtel         |
| (13040) 1990 OB4 | Hauptgürtel         |
| (19152) 1990 OB5 | Hauptgürtel         |
| (17449) 1990 OD5 | Hauptgürtel         |
| (11046) 1990 OE4 | Hauptgürtel         |
| (16472) 1990 OE5 | Hauptgürtel         |
| (13945) 1990 OH2 | Hauptgürtel         |
| (14384) 1990 OH4 | Hauptgürtel         |
| 0(8843) 1990 OH  | Hauptgürtel         |
| 0(6242) 1990 OJ2 | Hauptgürtel         |
| (13946) 1990 OK3 | Hauptgürtel         |
| (14863) 1990 OK  | Hauptgürtel         |
| (16470) 1990 OM2 | Hauptgürtel         |
| 0(9946) 1990 ON2 | Hauptgürtel         |
| 0(6963) 1990 OQ3 | Hauptgürtel         |
| (16471) 1990 OR3 | Hauptgürtel         |
| 0(9846) 1990 OS1 | Hauptgürtel         |
| (13041) 1990 OS4 | Hauptgürtel         |
| (15721) 1990 OV  | Hauptgürtel         |
| (13944) 1990 OX1 | Hauptgürtel         |
| (12268) 1990 OY1 | Hauptgürtel         |
| (14383) 1990 OY3 | Hauptgürtel         |
| 0(7937) 1990 QA2 | Hauptgürtel         |
| (15253) 1990 QA4 | Hauptgürtel         |
| 0(9948) 1990 QB2 | Hauptgürtel         |
| (19153) 1990 QB3 | Hauptgürtel         |
| (13947) 1990 QB5 | Hauptgürtel         |
| (13948) 1990 QB6 | Hauptgürtel         |
| (18352) 1990 QB8 | Hauptgürtel         |
| 0(9947) 1990 QB  | Hauptgürtel         |
| (10308) 1990 QC3 | Hauptgürtel         |
| (10309) 1990 QC6 | Hauptgürtel         |
| 0(7759) 1990 QD2 | Hauptgürtel         |
| (14387) 1990 QE5 | Hauptgürtel         |
| (14865) 1990 QE7 | Hauptgürtel         |
| (13042) 1990 QE  | Hauptgürtel         |

| QF bis RZ         | QF bis RZ           |
| Nummer und Name   | Orbittyp            |
| ----------------- | ------------------- |
| (16473) 1990 QF2  | Hauptgürtel         |
| (10085) 1990 QF5  | Hauptgürtel         |
| (17451) 1990 QF8  | Hauptgürtel         |
| (18353) 1990 QF9  | Hauptgürtel         |
| (14385) 1990 QG1  | Hauptgürtel         |
| (16474) 1990 QG3  | Marsbahnkreuzer     |
| 0(7337) 1990 QH1  | Hauptgürtel         |
| (16477) 1990 QH5  | Hauptgürtel         |
| 0(8655) 1990 QJ1  | Hauptgürtel         |
| (18350) 1990 QJ2  | Hauptgürtel         |
| (19987) 1990 QJ3  | Hauptgürtel         |
| 0(9754) 1990 QJ4  | Hauptgürtel         |
| 0(9847) 1990 QJ5  | Hauptgürtel         |
| (16484) 1990 QJ9  | Hauptgürtel         |
| (14864) 1990 QK4  | Hauptgürtel         |
| (16482) 1990 QK8  | Hauptgürtel         |
| (11047) 1990 QL1  | Hauptgürtel         |
| 0(9753) 1990 QL3  | Hauptgürtel         |
| 0(8362) 1990 QM1  | Hauptgürtel         |
| 0(6394) 1990 QM2  | innerer Hauptgürtel |
| (15254) 1990 QM4  | Hauptgürtel         |
| (14386) 1990 QN2  | Hauptgürtel         |
| (18351) 1990 QN5  | Hauptgürtel         |
| (16480) 1990 QN7  | Hauptgürtel         |
| (17450) 1990 QO4  | Hauptgürtel         |
| (14388) 1990 QO5  | Hauptgürtel         |
| (14390) 1990 QP10 | äußerer Hauptgürtel |
| 0(7411) 1990 QQ1  | Hauptgürtel         |
| (11880) 1990 QQ4  | Hauptgürtel         |
| (15255) 1990 QQ8  | Hauptgürtel         |
| (11879) 1990 QR1  | Hauptgürtel         |
| 0(8844) 1990 QR2  | Hauptgürtel         |
| (14389) 1990 QR5  | Hauptgürtel         |
| (12269) 1990 QR   | Hauptgürtel         |
| (16475) 1990 QS4  | Hauptgürtel         |
| (16478) 1990 QS6  | Hauptgürtel         |
| 0(8015) 1990 QT2  | Hauptgürtel         |
| (13043) 1990 QT4  | Hauptgürtel         |
| (10312) 1990 QT9  | Hauptgürtel         |
| (11285) 1990 QU3  | Hauptgürtel         |
| (16476) 1990 QU4  | Hauptgürtel         |
| 0(8495) 1990 QV1  | Hauptgürtel         |
| (15722) 1990 QV2  | Hauptgürtel         |
| 0(7577) 1990 QV4  | Hauptgürtel         |
| (10754) 1990 QV5  | Hauptgürtel         |
| (19988) 1990 QW3  | Hauptgürtel         |
| 0(8016) 1990 QW10 | Hauptgürtel         |
| (10307) 1990 QX1  | Hauptgürtel         |
| (19154) 1990 QX4  | Hauptgürtel         |
| (16483) 1990 QX8  | Hauptgürtel         |
| 0(9585) 1990 QY2  | Hauptgürtel         |
| 0(9752) 1990 QZ1  | Hauptgürtel         |
| 0(7286) 1990 QZ4  | Hauptgürtel         |
| (11048) 1990 QZ5  | Hauptgürtel         |
| (11882) 1990 RA3  | Hauptgürtel         |
| (14868) 1990 RA7  | Hauptgürtel         |
| (12271) 1990 RC2  | Hauptgürtel         |
| 0(6313) 1990 RC8  | Hauptgürtel         |
| (15256) 1990 RD1  | Hauptgürtel         |
| (11883) 1990 RD5  | Hauptgürtel         |
| (11884) 1990 RD6  | Hauptgürtel         |
| 0(8845) 1990 RD   | Hauptgürtel         |
| (14391) 1990 RE2  | Hauptgürtel         |
| 0(8364) 1990 RE5  | Hauptgürtel         |
| 0(5586) 1990 RE6  | Hauptgürtel         |
| 0(8497) 1990 RE7  | Hauptgürtel         |
| (14866) 1990 RF1  | Hauptgürtel         |
| 0(9849) 1990 RF2  | Hauptgürtel         |
| (10314) 1990 RF   | äußerer Hauptgürtel |
| (16485) 1990 RG2  | Hauptgürtel         |
| 0(8658) 1990 RG3  | Hauptgürtel         |
| (13047) 1990 RJ5  | Hauptgürtel         |
| (11049) 1990 RK2  | Hauptgürtel         |
| (18354) 1990 RK5  | Hauptgürtel         |
| 0(8846) 1990 RK7  | Hauptgürtel         |
| (16486) 1990 RM3  | Hauptgürtel         |
| 0(8017) 1990 RM5  | Hauptgürtel         |
| (13949) 1990 RN3  | Hauptgürtel         |
| (19989) 1990 RN8  | Hauptgürtel         |
| (18355) 1990 RN9  | Hauptgürtel         |
| 0(6716) 1990 RO1  | Hauptgürtel         |
| (10519) 1990 RO2  | Hauptgürtel         |
| (10755) 1990 RO6  | Hauptgürtel         |
| (11286) 1990 RO8  | Hauptgürtel         |
| (13950) 1990 RP9  | Hauptgürtel         |
| (15257) 1990 RQ8  | Hauptgürtel         |
| (17453) 1990 RQ9  | Hauptgürtel         |
| 0(9755) 1990 RR2  | Hauptgürtel         |
| 0(7819) 1990 RR3  | Hauptgürtel         |
| 0(8365) 1990 RR5  | Hauptgürtel         |
| (13048) 1990 RR7  | Hauptgürtel         |
| (10520) 1990 RS2  | Hauptgürtel         |
| (14392) 1990 RS6  | Hauptgürtel         |
| (16487) 1990 RV5  | Hauptgürtel         |
| 0(8363) 1990 RV   | Hauptgürtel         |
| 0(7760) 1990 RW3  | Hauptgürtel         |
| (14867) 1990 RW4  | Hauptgürtel         |
| (16488) 1990 RX8  | Hauptgürtel         |

### 1990 S–Z
| S bis T           | S bis T             |
| Nummer und Name   | Orbittyp            |
| ----------------- | ------------------- |
| (16491) 1990 SA3  | Hauptgürtel         |
| (17454) 1990 SA7  | Hauptgürtel         |
| (10317) 1990 SA15 | Hauptgürtel         |
| 0(9332) 1990 SB1  | Hauptgürtel         |
| (16493) 1990 SB6  | Hauptgürtel         |
| (18358) 1990 SB11 | Hauptgürtel         |
| (16502) 1990 SB14 | Hauptgürtel         |
| 0(5587) 1990 SB   | Amor-Typ            |
| (17457) 1990 SC11 | Hauptgürtel         |
| 0(8499) 1990 SC13 | Hauptgürtel         |
| (13951) 1990 SD5  | Hauptgürtel         |
| (19990) 1990 SE8  | Hauptgürtel         |
| 0(8659) 1990 SE11 | Hauptgürtel         |
| (18356) 1990 SF1  | Hauptgürtel         |
| (10757) 1990 SF3  | Hauptgürtel         |
| (13051) 1990 SF5  | Hauptgürtel         |
| 0(9586) 1990 SG11 | Hauptgürtel         |
| (13515) 1990 SG12 | Hauptgürtel         |
| (16489) 1990 SG   | Hauptgürtel         |
| 0(9035) 1990 SH1  | Hauptgürtel         |
| (17455) 1990 SH7  | Hauptgürtel         |
| (10756) 1990 SJ2  | Hauptgürtel         |
| 0(9036) 1990 SJ16 | Hauptgürtel         |
| 0(8162) 1990 SK11 | Hauptgürtel         |
| 0(7938) 1990 SL2  | Hauptgürtel         |
| (15259) 1990 SL7  | Hauptgürtel         |
| 0(7761) 1990 SL   | Hauptgürtel         |
| (14870) 1990 SM14 | Hauptgürtel         |
| (10522) 1990 SN3  | Hauptgürtel         |
| (19158) 1990 SN7  | Hauptgürtel         |
| (14394) 1990 SP15 | äußerer Hauptgürtel |
| 0(5645) 1990 SP   | Apollo-Typ          |
| (16492) 1990 SQ5  | Hauptgürtel         |
| 0(6314) 1990 SQ16 | Hauptgürtel         |
| (18357) 1990 SR2  | Hauptgürtel         |
| (16495) 1990 SR8  | Hauptgürtel         |
| (19157) 1990 SS6  | Hauptgürtel         |
| (17456) 1990 SS7  | Hauptgürtel         |
| (16496) 1990 SS8  | Hauptgürtel         |
| (11885) 1990 SS   | Apollo-Typ          |
| (16490) 1990 ST2  | Hauptgürtel         |
| (14869) 1990 ST8  | Hauptgürtel         |
| 0(6858) 1990 ST10 | Hauptgürtel         |
| (13054) 1990 ST15 | Hauptgürtel         |
| (16497) 1990 SU8  | Hauptgürtel         |
| (16499) 1990 SU9  | Hauptgürtel         |
| 0(6782) 1990 SU10 | Hauptgürtel         |
| (15261) 1990 SV12 | Hauptgürtel         |
| (12703) 1990 SV13 | Hauptgürtel         |
| 0(5965) 1990 SV15 | Hauptgürtel         |
| (19991) 1990 SW8  | Hauptgürtel         |
| 0(8018) 1990 SW   | Hauptgürtel         |
| (14393) 1990 SX6  | Hauptgürtel         |
| (16500) 1990 SX10 | Hauptgürtel         |
| (16501) 1990 SX13 | Hauptgürtel         |
| (10759) 1990 SX16 | Hauptgürtel         |
| (11287) 1990 SX   | Hauptgürtel         |
| 0(7762) 1990 SY2  | Hauptgürtel         |
| (15260) 1990 SY8  | Hauptgürtel         |
| (13050) 1990 SY   | Hauptgürtel         |
| 0(7177) 1990 TF   | Hauptgürtel         |
| (15726) 1990 TG5  | Hauptgürtel         |
| (12705) 1990 TJ   | Hauptgürtel         |
| 0(5622) 1990 TL4  | Hauptgürtel         |
| 0(6316) 1990 TL6  | Hauptgürtel         |
| 0(9850) 1990 TM5  | Hauptgürtel         |
| 0(7579) 1990 TN1  | innerer Hauptgürtel |
| 0(5742) 1990 TN4  | Hauptgürtel         |
| (13953) 1990 TO4  | Hauptgürtel         |
| (10525) 1990 TO   | Hauptgürtel         |
| (19161) 1990 TQ1  | Hauptgürtel         |
| (16504) 1990 TR5  | Hauptgürtel         |
| 0(5646) 1990 TR   | Amor-Typ            |
| (12273) 1990 TS4  | Hauptgürtel         |
| 0(7820) 1990 TU8  | Hauptgürtel         |
| (15725) 1990 TX4  | Hauptgürtel         |
| 0(5647) 1990 TZ   | Hauptgürtel         |

| U bis Z           | U bis Z     |
| Nummer und Name   | Orbittyp    |
| ----------------- | ----------- |
| (15730) 1990 UA1  | Hauptgürtel |
| (13955) 1990 UA2  | Hauptgürtel |
| (10766) 1990 UB1  | Hauptgürtel |
| (16508) 1990 UB3  | Hauptgürtel |
| 0(7872) 1990 UC   | Hauptgürtel |
| (17461) 1990 UD1  | Hauptgürtel |
| (11888) 1990 UD3  | Hauptgürtel |
| (16509) 1990 UE4  | Hauptgürtel |
| (16506) 1990 UH1  | Hauptgürtel |
| (12274) 1990 UJ1  | Hauptgürtel |
| 0(9037) 1990 UJ2  | Hauptgürtel |
| (12707) 1990 UK   | Hauptgürtel |
| 0(8366) 1990 UL1  | Hauptgürtel |
| (16510) 1990 UL4  | Hauptgürtel |
| (10527) 1990 UN1  | Hauptgürtel |
| (13516) 1990 UO1  | Hauptgürtel |
| (17463) 1990 UO5  | Hauptgürtel |
| (15266) 1990 UQ3  | Hauptgürtel |
| 0(5189) 1990 UQ   | Apollo-Typ  |
| (16511) 1990 UR4  | Hauptgürtel |
| (14874) 1990 US4  | Hauptgürtel |
| 0(8662) 1990 UT10 | Hauptgürtel |
| (13517) 1990 UU1  | Hauptgürtel |
| (15731) 1990 UW2  | Hauptgürtel |
| (14396) 1990 UX4  | Hauptgürtel |
| (10765) 1990 UZ   | Hauptgürtel |
| 0(6785) 1990 VA7  | Hauptgürtel |
| 0(5590) 1990 VA   | Aten-Typ    |
| (15733) 1990 VB6  | Hauptgürtel |
| (17467) 1990 VE6  | Hauptgürtel |
| 0(7338) 1990 VJ3  | Hauptgürtel |
| 0(8848) 1990 VK1  | Hauptgürtel |
| (13518) 1990 VL1  | Hauptgürtel |
| (13519) 1990 VM3  | Hauptgürtel |
| (13056) 1990 VN1  | Hauptgürtel |
| (18361) 1990 VN6  | Hauptgürtel |
| (16515) 1990 VN14 | Hauptgürtel |
| (16512) 1990 VQ4  | Hauptgürtel |
| (14397) 1990 VS4  | Hauptgürtel |
| (14398) 1990 VT6  | Hauptgürtel |
| (19995) 1990 VU8  | Hauptgürtel |
| 0(7243) 1990 VV3  | Hauptgürtel |
| (18363) 1990 VW8  | Hauptgürtel |
| (17464) 1990 VX1  | Hauptgürtel |
| (10528) 1990 VX3  | Hauptgürtel |
| (18362) 1990 VX6  | Hauptgürtel |
| 0(9039) 1990 WB4  | Hauptgürtel |
| (16517) 1990 WD   | Hauptgürtel |
| (19163) 1990 WE5  | Hauptgürtel |
| (14878) 1990 WE9  | Hauptgürtel |
| (18364) 1990 WF4  | Hauptgürtel |
| (11511) 1990 WK2  | Hauptgürtel |
| 0(7582) 1990 WL   | Hauptgürtel |
| (19997) 1990 WM1  | Hauptgürtel |
| (11052) 1990 WM   | Hauptgürtel |
| (14399) 1990 WN4  | Hauptgürtel |
| (16520) 1990 WO3  | Hauptgürtel |
| (19998) 1990 WP1  | Hauptgürtel |
| (16521) 1990 WR5  | Hauptgürtel |
| (17468) 1990 WT6  | Hauptgürtel |
| (15734) 1990 WV1  | Hauptgürtel |
| (16519) 1990 WV   | Hauptgürtel |
| (14875) 1990 WZ1  | Hauptgürtel |
| (19996) 1990 WZ   | Hauptgürtel |
| 0(8851) 1990 XB   | Hauptgürtel |
| (15269) 1990 XF   | Hauptgürtel |
| (11288) 1990 XU   | Hauptgürtel |
| 0(9177) 1990 YA   | Hauptgürtel |
| 0(8504) 1990 YC   | Hauptgürtel |
| 0(7417) 1990 YE   | Hauptgürtel |
| 0(8505) 1990 YK   | Hauptgürtel |
| (10772) 1990 YM   | Hauptgürtel |
| 0(9852) 1990 YX   | Hauptgürtel |

## 1991

### 1991 A–M
| A bis E          | A bis E             |
| Nummer und Name  | Orbittyp            |
| ---------------- | ------------------- |
| 0(9335) 1991 AA1 | Hauptgürtel         |
| (11512) 1991 AB2 | Hauptgürtel         |
| 0(7764) 1991 AB  | Hauptgürtel         |
| 0(7821) 1991 AC  | Hauptgürtel         |
| 0(7765) 1991 AD  | Hauptgürtel         |
| (15270) 1991 AE2 | Hauptgürtel         |
| (11889) 1991 AH2 | Hauptgürtel         |
| 0(7522) 1991 AJ  | Hauptgürtel         |
| 0(9952) 1991 AK  | Hauptgürtel         |
| (14879) 1991 AL2 | Hauptgürtel         |
| 0(5828) 1991 AM  | Apollo-Typ          |
| 0(9853) 1991 AN2 | Hauptgürtel         |
| 0(5745) 1991 AN  | Hauptgürtel         |
| (19164) 1991 AU1 | innerer Hauptgürtel |
| 0(7874) 1991 BE  | Hauptgürtel         |
| (19999) 1991 BJ1 | Hauptgürtel         |
| 0(6397) 1991 BJ  | Hauptgürtel         |
| (13521) 1991 BK  | Hauptgürtel         |
| 0(6248) 1991 BM2 | Hauptgürtel         |
| (16523) 1991 BP  | Hauptgürtel         |
| 0(7084) 1991 BR  | Hauptgürtel         |
| (17469) 1991 BT  | Hauptgürtel         |
| 0(8507) 1991 CB1 | Apollo-Typ          |
| (11513) 1991 CE1 | Hauptgürtel         |
| (14880) 1991 CJ1 | Hauptgürtel         |
| 0(5746) 1991 CK  | Hauptgürtel         |
| (15737) 1991 CL  | Hauptgürtel         |
| 0(8506) 1991 CN  | Hauptgürtel         |
| 0(5747) 1991 CO3 | Hauptgürtel         |
| (11053) 1991 CQ6 | Hauptgürtel         |
| 0(6322) 1991 CQ  | Marsbahnkreuzer     |
| 0(7822) 1991 CS  | Apollo-Typ          |
| 0(8508) 1991 CU1 | Hauptgürtel         |
| 0(6448) 1991 CW  | Hauptgürtel         |
| 0(6724) 1991 CX5 | Hauptgürtel         |
| (14402) 1991 DB  | Amor-Typ            |
| (16526) 1991 DC  | Hauptgürtel         |
| (15271) 1991 DE  | Hauptgürtel         |
| (18366) 1991 DG1 | Hauptgürtel         |
| (16527) 1991 DH1 | Hauptgürtel         |
| 0(9590) 1991 DK1 | Jupiter-Trojaner    |
| (15738) 1991 DP  | Hauptgürtel         |
| (13958) 1991 DY  | Hauptgürtel         |
| 0(6325) 1991 EA1 | Hauptgürtel         |
| (10530) 1991 EA  | Hauptgürtel         |
| (10777) 1991 EB5 | Hauptgürtel         |
| 0(9953) 1991 EB  | Hauptgürtel         |
| (12283) 1991 EC  | Hauptgürtel         |
| (19167) 1991 ED2 | Hauptgürtel         |
| 0(9856) 1991 EE  | Apollo-Typ          |
| 0(9043) 1991 EJ4 | Hauptgürtel         |
| (13060) 1991 EJ  | Jupiter-Trojaner    |
| (13959) 1991 EL4 | Hauptgürtel         |
| 0(9042) 1991 EN2 | Hauptgürtel         |
| 0(9857) 1991 EN  | Jupiter-Trojaner    |
| (17471) 1991 EO2 | Hauptgürtel         |
| (19168) 1991 EO5 | Hauptgürtel         |
| 0(7875) 1991 ES1 | Hauptgürtel         |
| (19166) 1991 EY1 | Hauptgürtel         |
| (12712) 1991 EY3 | Hauptgürtel         |

| F bis M          | F bis M             |
| Nummer und Name  | Orbittyp            |
| ---------------- | ------------------- |
| 0(6861) 1991 FA3 | Hauptgürtel         |
| (11054) 1991 FA  | Amor-Typ            |
| (19172) 1991 FC4 | Hauptgürtel         |
| (19169) 1991 FD  | Hauptgürtel         |
| 0(7288) 1991 FE1 | Hauptgürtel         |
| 0(5626) 1991 FE  | Amor-Typ            |
| (11890) 1991 FF  | äußerer Hauptgürtel |
| (13522) 1991 FG  | Hauptgürtel         |
| 0(9591) 1991 FH2 | Hauptgürtel         |
| (19170) 1991 FH  | Hauptgürtel         |
| (11891) 1991 FJ2 | Hauptgürtel         |
| (13061) 1991 FL2 | Hauptgürtel         |
| 0(9338) 1991 FL4 | Hauptgürtel         |
| (12285) 1991 FN2 | Hauptgürtel         |
| 0(9337) 1991 FO1 | Hauptgürtel         |
| 0(6486) 1991 FO  | Hauptgürtel         |
| (18367) 1991 FS1 | Hauptgürtel         |
| (19171) 1991 FS  | Hauptgürtel         |
| (11892) 1991 FT2 | Hauptgürtel         |
| 0(8509) 1991 FV2 | Hauptgürtel         |
| (12713) 1991 FY3 | Hauptgürtel         |
| (11893) 1991 FZ2 | Hauptgürtel         |
| (17475) 1991 GA7 | Hauptgürtel         |
| (10531) 1991 GB1 | innerer Hauptgürtel |
| (10328) 1991 GC1 | Hauptgürtel         |
| (13960) 1991 GF8 | Hauptgürtel         |
| (17476) 1991 GG7 | Hauptgürtel         |
| (15272) 1991 GH  | Hauptgürtel         |
| (10329) 1991 GJ1 | Hauptgürtel         |
| (17474) 1991 GK5 | Hauptgürtel         |
| (17477) 1991 GN9 | Hauptgürtel         |
| (15274) 1991 GO6 | Hauptgürtel         |
| (16531) 1991 GO8 | Hauptgürtel         |
| (16530) 1991 GR7 | Hauptgürtel         |
| 0(8369) 1991 GR  | Hauptgürtel         |
| (15275) 1991 GV6 | Hauptgürtel         |
| (11894) 1991 GW  | Hauptgürtel         |
| (15741) 1991 GZ6 | Hauptgürtel         |
| 0(8854) 1991 HC  | Hauptgürtel         |
| (12717) 1991 HK  | Hauptgürtel         |
| (11522) 1991 JF  | Hauptgürtel         |
| 0(8278) 1991 JJ  | Hauptgürtel         |
| (16533) 1991 LA1 | Hauptgürtel         |
| (18369) 1991 LM  | Hauptgürtel         |
| (17478) 1991 LQ  | Hauptgürtel         |
| (10779) 1991 LW  | Hauptgürtel         |
| (16532) 1991 LY  | Hauptgürtel         |
| (12290) 1991 LZ  | Hauptgürtel         |

### 1991 N bis Z
| N bis RP          | N bis RP            |
| Nummer und Name   | Orbittyp            |
| ----------------- | ------------------- |
| (10532) 1991 NA2  | Hauptgürtel         |
| (16534) 1991 NB1  | Hauptgürtel         |
| 0(9182) 1991 NB4  | Hauptgürtel         |
| (15743) 1991 ND7  | Hauptgürtel         |
| 0(7941) 1991 NE1  | Hauptgürtel         |
| 0(9759) 1991 NE7  | Hauptgürtel         |
| (16535) 1991 NF3  | Hauptgürtel         |
| 0(7180) 1991 NG1  | Hauptgürtel         |
| 0(6328) 1991 NL1  | Hauptgürtel         |
| (11057) 1991 NL   | Hauptgürtel         |
| 0(9181) 1991 NP2  | Hauptgürtel         |
| (14404) 1991 NQ6  | Hauptgürtel         |
| 0(6490) 1991 NR2  | Marsbahnkreuzer     |
| 0(8669) 1991 NS1  | Hauptgürtel         |
| (18370) 1991 NS2  | Hauptgürtel         |
| (19174) 1991 NS6  | Hauptgürtel         |
| (12720) 1991 NU3  | Hauptgürtel         |
| (12293) 1991 NV1  | Hauptgürtel         |
| 0(5918) 1991 NV3  | Hauptgürtel         |
| 0(6453) 1991 NY   | Hauptgürtel         |
| (10333) 1991 NZ6  | Hauptgürtel         |
| 0(6491) 1991 OA   | Amor-Typ            |
| 0(6492) 1991 OH1  | Hauptgürtel         |
| 0(7942) 1991 OK1  | Hauptgürtel         |
| 0(9858) 1991 OL1  | äußerer Hauptgürtel |
| 0(8670) 1991 OM1  | Hauptgürtel         |
| (13524) 1991 OO   | Hauptgürtel         |
| 0(9183) 1991 OW   | Hauptgürtel         |
| (13067) 1991 PA15 | Hauptgürtel         |
| (12721) 1991 PB   | Hauptgürtel         |
| (15277) 1991 PC7  | Hauptgürtel         |
| 0(8512) 1991 PC11 | Hauptgürtel         |
| (14408) 1991 PC16 | Hauptgürtel         |
| 0(8281) 1991 PC18 | Hauptgürtel         |
| (12723) 1991 PD10 | Hauptgürtel         |
| (14405) 1991 PE8  | Hauptgürtel         |
| (17480) 1991 PE10 | Hauptgürtel         |
| (17481) 1991 PE11 | Hauptgürtel         |
| 0(7085) 1991 PE   | Hauptgürtel         |
| 0(7823) 1991 PF10 | Hauptgürtel         |
| (16537) 1991 PF11 | Hauptgürtel         |
| 0(6787) 1991 PF15 | Hauptgürtel         |
| 0(7523) 1991 PF18 | Hauptgürtel         |
| (10335) 1991 PG9  | Hauptgürtel         |
| (13065) 1991 PG11 | Hauptgürtel         |
| 0(9045) 1991 PG15 | Hauptgürtel         |
| 0(9046) 1991 PG17 | Hauptgürtel         |
| (18371) 1991 PH10 | Hauptgürtel         |
| 0(7181) 1991 PH12 | Hauptgürtel         |
| 0(6788) 1991 PH15 | Hauptgürtel         |
| (14884) 1991 PH16 | Hauptgürtel         |
| (19177) 1991 PJ11 | Hauptgürtel         |
| (10336) 1991 PJ12 | Hauptgürtel         |
| 0(9760) 1991 PJ13 | Hauptgürtel         |
| (13527) 1991 PJ15 | Hauptgürtel         |
| (11523) 1991 PK1  | Hauptgürtel         |
| (19176) 1991 PK3  | Hauptgürtel         |
| 0(7585) 1991 PK8  | Hauptgürtel         |
| 0(8513) 1991 PK11 | Hauptgürtel         |
| 0(8514) 1991 PK15 | Hauptgürtel         |
| (16542) 1991 PK31 | Hauptgürtel         |
| (14881) 1991 PK   | Hauptgürtel         |
| (13965) 1991 PL8  | Hauptgürtel         |
| (12296) 1991 PL13 | Hauptgürtel         |
| 0(6648) 1991 PM11 | Hauptgürtel         |
| (13066) 1991 PM13 | Hauptgürtel         |
| (13528) 1991 PM16 | Hauptgürtel         |
| (15746) 1991 PN8  | Hauptgürtel         |
| (11058) 1991 PN10 | innerer Hauptgürtel |
| 0(7419) 1991 PN13 | Hauptgürtel         |
| 0(9343) 1991 PO11 | Hauptgürtel         |
| (16538) 1991 PO12 | Hauptgürtel         |
| 0(7702) 1991 PO13 | Hauptgürtel         |
| (16540) 1991 PO16 | Hauptgürtel         |
| (14406) 1991 PP8  | Hauptgürtel         |
| (14882) 1991 PP11 | Hauptgürtel         |
| (12725) 1991 PP16 | Hauptgürtel         |
| (14407) 1991 PQ8  | Hauptgürtel         |
| 0(8859) 1991 PQ11 | Hauptgürtel         |
| 0(7943) 1991 PQ12 | Hauptgürtel         |
| (12726) 1991 PQ16 | Hauptgürtel         |
| 0(7944) 1991 PR12 | äußerer Hauptgürtel |
| (13966) 1991 PR16 | Hauptgürtel         |
| 0(8510) 1991 PT8  | Hauptgürtel         |
| (14883) 1991 PT11 | Hauptgürtel         |
| (10533) 1991 PT12 | Hauptgürtel         |
| (12297) 1991 PT14 | Hauptgürtel         |
| (15281) 1991 PT16 | Hauptgürtel         |
| 0(9955) 1991 PU11 | Hauptgürtel         |
| (15744) 1991 PU   | Hauptgürtel         |
| (16536) 1991 PV1  | Hauptgürtel         |
| (17479) 1991 PV9  | Hauptgürtel         |
| (11901) 1991 PV11 | Hauptgürtel         |
| (10534) 1991 PV16 | Hauptgürtel         |
| (12299) 1991 PV17 | Hauptgürtel         |
| (13961) 1991 PV   | Hauptgürtel         |
| (15280) 1991 PW11 | Hauptgürtel         |
| (16541) 1991 PW18 | Hauptgürtel         |
| 0(8671) 1991 PW   | Hauptgürtel         |
| 0(6863) 1991 PX8  | Hauptgürtel         |
| 0(9185) 1991 PX17 | Hauptgürtel         |
| (15279) 1991 PY7  | Hauptgürtel         |
| 0(8511) 1991 PY10 | Hauptgürtel         |
| (16539) 1991 PY12 | Hauptgürtel         |
| (17482) 1991 PY14 | Hauptgürtel         |
| 0(8170) 1991 PZ11 | Hauptgürtel         |
| (11902) 1991 PZ12 | Hauptgürtel         |
| (12724) 1991 PZ14 | Hauptgürtel         |
| 0(9593) 1991 PZ17 | Hauptgürtel         |
| 0(9047) 1991 QF   | Hauptgürtel         |
| (13967) 1991 QJ   | Hauptgürtel         |
| (11290) 1991 RA1  | Hauptgürtel         |
| 0(9862) 1991 RA6  | Hauptgürtel         |
| 0(9345) 1991 RA10 | Hauptgürtel         |
| (11060) 1991 RA13 | Hauptgürtel         |
| (13536) 1991 RA15 | Hauptgürtel         |
| 0(7339) 1991 RA16 | Hauptgürtel         |
| (18374) 1991 RA18 | Hauptgürtel         |
| (17483) 1991 RA   | innerer Hauptgürtel |
| (10535) 1991 RB1  | Hauptgürtel         |
| (15283) 1991 RB8  | Hauptgürtel         |
| (10783) 1991 RB9  | Hauptgürtel         |
| (10338) 1991 RB11 | Hauptgürtel         |
| (16550) 1991 RB13 | Hauptgürtel         |
| (12303) 1991 RB24 | Hauptgürtel         |
| 0(7184) 1991 RB25 | Hauptgürtel         |
| 0(9596) 1991 RC22 | Hauptgürtel         |
| (18375) 1991 RC27 | Hauptgürtel         |
| (11903) 1991 RD7  | Hauptgürtel         |
| 0(9048) 1991 RD24 | Hauptgürtel         |
| (14411) 1991 RE2  | Hauptgürtel         |
| (13968) 1991 RE7  | Hauptgürtel         |
| (16549) 1991 RE10 | Hauptgürtel         |
| 0(9595) 1991 RE11 | Hauptgürtel         |
| (13073) 1991 RE15 | Hauptgürtel         |
| 0(7183) 1991 RE16 | Hauptgürtel         |
| (11525) 1991 RE25 | Hauptgürtel         |
| (14414) 1991 RF6  | Hauptgürtel         |
| 0(6046) 1991 RF14 | Hauptgürtel         |
| (18372) 1991 RF16 | Hauptgürtel         |
| 0(9050) 1991 RF29 | Hauptgürtel         |
| 0(6045) 1991 RG9  | Hauptgürtel         |
| (15748) 1991 RG25 | Hauptgürtel         |
| 0(9348) 1991 RH25 | Hauptgürtel         |
| (13970) 1991 RH27 | Hauptgürtel         |
| (15286) 1991 RJ22 | Hauptgürtel         |
| (19179) 1991 RK8  | Hauptgürtel         |
| (13074) 1991 RK15 | Hauptgürtel         |
| (19180) 1991 RK16 | Hauptgürtel         |
| (10339) 1991 RK17 | Hauptgürtel         |
| (14419) 1991 RK23 | Hauptgürtel         |
| (13969) 1991 RK26 | Hauptgürtel         |
| (13068) 1991 RL1  | Hauptgürtel         |
| 0(7652) 1991 RL5  | Hauptgürtel         |
| (14886) 1991 RL9  | Hauptgürtel         |
| (14409) 1991 RM1  | Hauptgürtel         |
| 0(9188) 1991 RM15 | Hauptgürtel         |
| (16545) 1991 RN4  | Hauptgürtel         |
| 0(8673) 1991 RN5  | Hauptgürtel         |
| 0(7245) 1991 RN10 | Hauptgürtel         |
| (14417) 1991 RN13 | Hauptgürtel         |
| (15288) 1991 RN27 | Hauptgürtel         |
| (10337) 1991 RO1  | Hauptgürtel         |
| 0(8090) 1991 RO23 | Hauptgürtel         |
| (12728) 1991 RP1  | Hauptgürtel         |
| (16546) 1991 RP5  | Hauptgürtel         |
| (17485) 1991 RP9  | Hauptgürtel         |
| 0(8172) 1991 RP15 | Hauptgürtel         |
| 0(7246) 1991 RP25 | Hauptgürtel         |

| RQ bis Z          | RQ bis Z            |
| Nummer und Name   | Orbittyp            |
| ----------------- | ------------------- |
| (14415) 1991 RQ7  | Hauptgürtel         |
| (14887) 1991 RQ14 | Hauptgürtel         |
| (18373) 1991 RQ16 | Hauptgürtel         |
| 0(9049) 1991 RQ27 | Hauptgürtel         |
| (14410) 1991 RR1  | Hauptgürtel         |
| (16548) 1991 RR9  | Hauptgürtel         |
| (16547) 1991 RS7  | Hauptgürtel         |
| (13072) 1991 RS8  | Hauptgürtel         |
| (13535) 1991 RS13 | Hauptgürtel         |
| (13071) 1991 RT5  | Hauptgürtel         |
| (16551) 1991 RT14 | Hauptgürtel         |
| 0(9864) 1991 RT17 | Hauptgürtel         |
| (14416) 1991 RU7  | Hauptgürtel         |
| (12730) 1991 RU8  | Hauptgürtel         |
| (14418) 1991 RU16 | Hauptgürtel         |
| 0(9763) 1991 RU17 | Hauptgürtel         |
| 0(6651) 1991 RV9  | Hauptgürtel         |
| 0(7946) 1991 RV13 | Hauptgürtel         |
| (12302) 1991 RV17 | Hauptgürtel         |
| (12731) 1991 RW12 | Hauptgürtel         |
| (15285) 1991 RW18 | Hauptgürtel         |
| 0(7524) 1991 RW19 | Hauptgürtel         |
| (15747) 1991 RW23 | Hauptgürtel         |
| (12300) 1991 RX10 | Hauptgürtel         |
| 0(8173) 1991 RX23 | Hauptgürtel         |
| (15287) 1991 RX25 | Hauptgürtel         |
| (13532) 1991 RY8  | Hauptgürtel         |
| (10537) 1991 RY16 | Hauptgürtel         |
| 0(9347) 1991 RY21 | Hauptgürtel         |
| (10536) 1991 RZ8  | Hauptgürtel         |
| (11291) 1991 RZ10 | Hauptgürtel         |
| (15284) 1991 RZ16 | Hauptgürtel         |
| (14421) 1991 SA1  | Hauptgürtel         |
| (10341) 1991 SC2  | Hauptgürtel         |
| (19181) 1991 SD1  | Hauptgürtel         |
| 0(5599) 1991 SG1  | Hauptgürtel         |
| (13537) 1991 SG   | Hauptgürtel         |
| (18377) 1991 SH1  | Hauptgürtel         |
| 0(6652) 1991 SJ1  | Hauptgürtel         |
| (14422) 1991 SK2  | Hauptgürtel         |
| 0(8174) 1991 SL2  | Hauptgürtel         |
| (14423) 1991 SM2  | Hauptgürtel         |
| (11062) 1991 SN   | Hauptgürtel         |
| (12304) 1991 SR1  | Hauptgürtel         |
| (13538) 1991 ST   | Hauptgürtel         |
| 0(7768) 1991 SX1  | Hauptgürtel         |
| (17487) 1991 SY   | Hauptgürtel         |
| 0(6047) 1991 TB1  | Apollo-Typ          |
| (19184) 1991 TB6  | Hauptgürtel         |
| (12305) 1991 TE1  | Hauptgürtel         |
| (15290) 1991 TF1  | Hauptgürtel         |
| 0(6727) 1991 TF4  | Hauptgürtel         |
| 0(7825) 1991 TL1  | Hauptgürtel         |
| (16553) 1991 TL14 | Hauptgürtel         |
| (15289) 1991 TL   | Hauptgürtel         |
| 0(6021) 1991 TM   | Hauptgürtel         |
| (12732) 1991 TN   | Hauptgürtel         |
| (10342) 1991 TQ   | Hauptgürtel         |
| (11904) 1991 TR1  | innerer Hauptgürtel |
| 0(5525) 1991 TS4  | Hauptgürtel         |
| (12733) 1991 TV1  | Hauptgürtel         |
| (13539) 1991 TY   | Hauptgürtel         |
| 0(7340) 1991 UA2  | Hauptgürtel         |
| (12307) 1991 UA   | äußerer Hauptgürtel |
| 0(6096) 1991 UB2  | Hauptgürtel         |
| 0(9600) 1991 UB3  | Hauptgürtel         |
| 0(9352) 1991 UB4  | Hauptgürtel         |
| 0(6048) 1991 UC1  | Hauptgürtel         |
| 0(6791) 1991 UC2  | Hauptgürtel         |
| (17490) 1991 UC3  | Hauptgürtel         |
| (10788) 1991 UC   | Hauptgürtel         |
| (16554) 1991 UE2  | Hauptgürtel         |
| 0(9601) 1991 UE3  | Hauptgürtel         |
| (13971) 1991 UF1  | Hauptgürtel         |
| 0(9597) 1991 UF   | Hauptgürtel         |
| 0(6454) 1991 UG1  | Marsbahnkreuzer     |
| 0(9051) 1991 UG3  | Hauptgürtel         |
| 0(8285) 1991 UK3  | Hauptgürtel         |
| (11526) 1991 UL3  | Hauptgürtel         |
| 0(6831) 1991 UM1  | Hauptgürtel         |
| (17491) 1991 UM3  | Hauptgürtel         |
| 0(5487) 1991 UM4  | Hauptgürtel         |
| 0(6728) 1991 UM   | Hauptgürtel         |
| (13075) 1991 UN1  | Hauptgürtel         |
| (13972) 1991 UN3  | Hauptgürtel         |
| 0(5527) 1991 UQ3  | Hauptgürtel         |
| 0(9598) 1991 UQ   | Hauptgürtel         |
| 0(5486) 1991 UT2  | Hauptgürtel         |
| 0(6095) 1991 UU   | Hauptgürtel         |
| 0(8863) 1991 UV2  | Hauptgürtel         |
| 0(7653) 1991 UV   | Hauptgürtel         |
| (18378) 1991 UX2  | Hauptgürtel         |
| 0(5600) 1991 UY   | Hauptgürtel         |
| 0(5974) 1991 UZ2  | Hauptgürtel         |
| (13973) 1991 UZ3  | Hauptgürtel         |
| 0(8674) 1991 VA1  | äußerer Hauptgürtel |
| (16559) 1991 VA3  | Hauptgürtel         |
| (15295) 1991 VA9  | Hauptgürtel         |
| (12308) 1991 VB5  | Hauptgürtel         |
| 0(8372) 1991 VC2  | Hauptgürtel         |
| (12736) 1991 VC3  | Hauptgürtel         |
| (13542) 1991 VC5  | Hauptgürtel         |
| (15292) 1991 VD2  | Hauptgürtel         |
| 0(7129) 1991 VE1  | Hauptgürtel         |
| (16557) 1991 VE2  | Hauptgürtel         |
| (14892) 1991 VE5  | Hauptgürtel         |
| 0(9959) 1991 VF2  | Hauptgürtel         |
| 0(9354) 1991 VF7  | Hauptgürtel         |
| 0(9603) 1991 VG2  | Hauptgürtel         |
| (14890) 1991 VG3  | Hauptgürtel         |
| (10539) 1991 VH4  | Hauptgürtel         |
| (14427) 1991 VJ2  | Hauptgürtel         |
| 0(6967) 1991 VJ3  | Hauptgürtel         |
| (15750) 1991 VJ4  | Hauptgürtel         |
| (18379) 1991 VJ6  | Hauptgürtel         |
| 0(7341) 1991 VK   | Apollo-Typ          |
| 0(9958) 1991 VL1  | Hauptgürtel         |
| 0(5602) 1991 VM1  | Hauptgürtel         |
| 0(9353) 1991 VM4  | Hauptgürtel         |
| 0(9867) 1991 VM   | Hauptgürtel         |
| 0(7185) 1991 VN1  | Hauptgürtel         |
| (15751) 1991 VN4  | Hauptgürtel         |
| (15291) 1991 VO1  | Hauptgürtel         |
| (15293) 1991 VO3  | Hauptgürtel         |
| 0(9868) 1991 VP1  | Hauptgürtel         |
| (13541) 1991 VP3  | Hauptgürtel         |
| (16556) 1991 VQ1  | Hauptgürtel         |
| (16558) 1991 VQ2  | Hauptgürtel         |
| 0(5601) 1991 VR   | Hauptgürtel         |
| (15749) 1991 VT1  | Hauptgürtel         |
| (13076) 1991 VT3  | Hauptgürtel         |
| (19187) 1991 VU2  | Hauptgürtel         |
| (11527) 1991 VU4  | Hauptgürtel         |
| 0(8864) 1991 VU   | Hauptgürtel         |
| (12735) 1991 VV1  | Hauptgürtel         |
| 0(7654) 1991 VV3  | Hauptgürtel         |
| 0(7876) 1991 VW3  | Hauptgürtel         |
| (12737) 1991 VW4  | Hauptgürtel         |
| (14889) 1991 VX2  | Hauptgürtel         |
| 0(6968) 1991 VX3  | Hauptgürtel         |
| (19186) 1991 VY1  | Hauptgürtel         |
| 0(5566) 1991 VY3  | Hauptgürtel         |
| (14891) 1991 VY4  | Hauptgürtel         |
| (16560) 1991 VZ5  | Jupiter-Trojaner    |
| (18380) 1991 VZ8  | Hauptgürtel         |
| 0(8176) 1991 WA   | Apollo-Typ          |
| (13078) 1991 WD   | Hauptgürtel         |
| (11065) 1991 XE2  | Hauptgürtel         |
| 0(9961) 1991 XK   | Hauptgürtel         |
| (11293) 1991 XL   | Hauptgürtel         |
| 0(9355) 1991 XO2  | Hauptgürtel         |
| (10790) 1991 XS   | Hauptgürtel         |
| 0(9191) 1991 XU   | Hauptgürtel         |
| 0(9765) 1991 XZ   | Hauptgürtel         |
| (13974) 1991 YC   | Hauptgürtel         |
| 0(7471) 1991 YD   | Hauptgürtel         |
| (19188) 1991 YT   | Hauptgürtel         |
| (18381) 1991 YU   | Hauptgürtel         |
| 0(8675) 1991 YZ   | Hauptgürtel         |